# Olympique Gymnaste Club de Nice Côte d'Azur 1994-1995
Questa voce raccoglie le informazioni riguardanti l'Olympique Gymnaste Club de Nice nelle competizioni ufficiali della stagione 1994-1995.

## Maglie e sponsor
Lo sponsor tecnico per la stagione 1994-1995 è Lotto, lo sponsor ufficiale è bobcat.
| Manica sinistra · Manica sinistra · Maglietta · Maglietta · Manica destra · Manica destra · Pantaloncini · Calzettoni |

## Rosa
| N. |                    | Ruolo | Calciatore           |
| -- | ------------------ | ----- | -------------------- |
|    | Francia (bandiera) | P     | Cyril Aloisio        |
|    | Francia (bandiera) | P     | Jérôme Alonzo        |
|    | Francia (bandiera) | P     | Lionel Letizi        |
|    | Francia (bandiera) | D     | Frédéric Baldacchino |
|    | Francia (bandiera) | D     | Thierry Crétier      |
|    | Francia (bandiera) | D     | Olivier Fugen        |
|    | Francia (bandiera) | D     | Louis Gomis          |
|    | Francia (bandiera) | D     | Jean-Philippe Mattio |
|    | Francia (bandiera) | D     | Youssef Salimi       |
|    | Francia (bandiera) | D     | Frédéric Tatarian    |
|    | Francia (bandiera) | D     | Jean-Louis Vannuchi  |
|    | Francia (bandiera) | C     | Patrice Alberganti   |
|    | Ghana (bandiera)   | C     | Anthony Baffoe       |

| N. |                       | Ruolo | Calciatore                |
| -- | --------------------- | ----- | ------------------------- |
|    | Madagascar (bandiera) | C     | Stéphane Collet           |
|    | Francia (bandiera)    | C     | Thierry De Neef           |
|    | Francia (bandiera)    | C     | Frédéric Gioria           |
|    | Camerun (bandiera)    | C     | Samuel Ipoua              |
|    | Francia (bandiera)    | C     | Frédéric Hantz (capitano) |
|    | Francia (bandiera)    | C     | Frédéric Martin           |
|    | Francia (bandiera)    | C     | Fabrice Mège              |
|    | Francia (bandiera)    | C     | Nöel Sagna                |
|    | Francia (bandiera)    | C     | Liazid Sandjak            |
|    | Marocco (bandiera)    | A     | Mohammed Chaouch          |
|    | Italia (bandiera)     | A     | Marco Di Costanzo         |
|    | Francia (bandiera)    | A     | Yves Mangione             |
|    | Liberia (bandiera)    | A     | Joe Nagbé                 |